# Radio Disney Music Awards
Los Radio Disney Music Awards (RDMA) fueron una entrega anual de premios creados y otorgados por Radio Disney, una cadena de radio estadounidense. Desde 2014, la ceremonia es televisada por Disney Channel.

## Historia
Los premios honran a los logros del año en la música, sobre todo en el género de pop adolescente, y se otorgan basándose en la votación popular de los oyentes de la red a través de votación en línea. El trofeo concedido a un ganador que se conoce como el "Golden Mickey", una estatuilla dorada con una figura de la silueta de Mickey Mouse luciendo unos auriculares. Antes de 2014, la ceremonia no era televisada más allá de los segmentos comerciales de Disney Channel Estados Unidos para promover a su cadena de radio hermana en ese país. A partir de la séptima ceremonia anual celebrada el 26 de abril de 2014, la ceremonia comenzó a ser televisada en su totalidad un día después, ya que la Reta intenta competir con la transmisión de los Nickelodeon's Kids' Choice Awards, que se emiten por Nickelodeon.

## Eventos

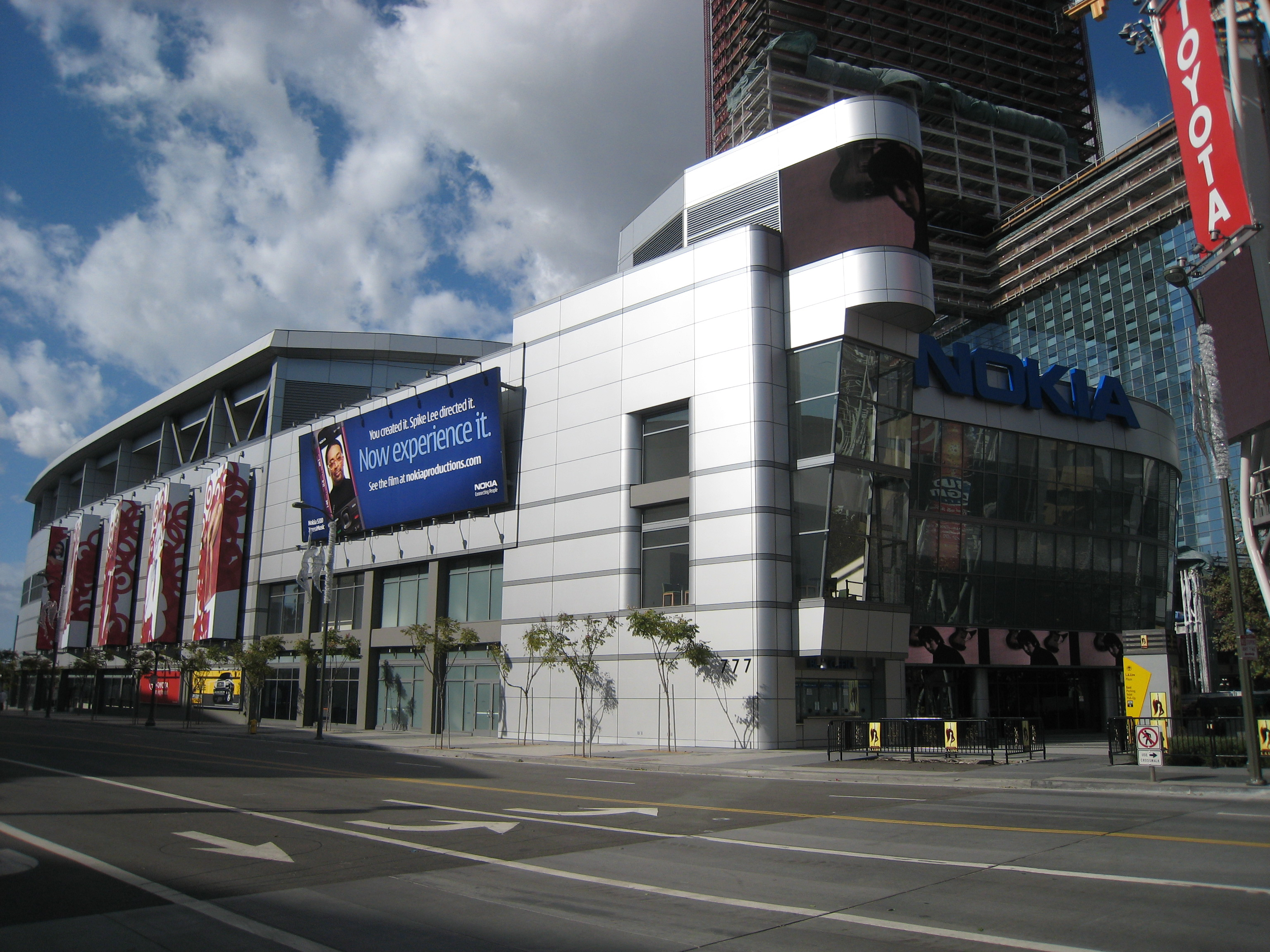
L.A. Live complejo en donde es realizada la celebración anual ubicada en el Centro de Los Ángeles, California.

| Año       | Ubicación                                                      | Artistas intérpretes |
| --------- | -------------------------------------------------------------- | --- |
| 2002      | Grabado en los estudios de Radio Disney en Burbank, California | N/A |
| 2003      | Grabado en los estudios de Radio Disney en Burbank, California | N/A |
| 2004      | Grabado en los estudios de Radio Disney en Burbank, California | N/A |
| 2005      | Grabado en los estudios de Radio Disney en Burbank, California | N/A |
| 2006      | Grabado en los estudios de Radio Disney en Burbank, California | N/A |
| 2007—2012 | No fueron entregados                                           | No fueron entregados |
| 2013      | Microsoft Theater Los Ángeles                                  | - Selena Gomez - Bridgit Mendler - Austin Mahone - Cher Lloyd - Cody Simpson - Coco Jones - Mindless Behavior |
| 2014      | Microsoft Theater Los Ángeles                                  | - Fifth Harmony - Ariana Grande - Austin Mahone - Becky G - R5 - Zendaya - Aaliyah Rose |
| 2015      | Microsoft Theater Los Ángeles                                  | - Sabrina Carpenter - Nick Jonas - Fifth Harmony - R5 - Rachel Platten - Becky G - Natalie La Rose - Shawn Mendes - Sheppard |
| 2016      | Microsoft Theater Los Ángeles                                  | - Sabrina Carpenter - Flo Rida - DNCE - Hailee Steinfeld - Zara Larsson - Kelsea Ballerini - Daya - Jordan Smith - Sofia Carson - Laura Marano - Ariana Grande                                                                              |
| 2017      | Microsoft Theater Los Ángeles                                  | - Hailee Steinfeld - Nick Jonas - Alessia Cara - Train - Kelsea Ballerini - Jordan Fisher - Julia Michaels - Noah Cyrus - Sabrina Carpenter - Fitz and The Tantrums - Grace VanderWaal - Erin Bowman - Auli'i Cravalho - Descendants 2 cast |
| 2018      | Dolby Theater Los Ángeles                                      | - Kelly Clarkson - Carrie Underwood - Charlie Puth - Meghan Trainor - Marshmello - Ludacris - Echosmith - Maddie Poppe |
| 2019      | CBS Studio Center Los Ángeles                                  | Sofia Carson |

## Categorías

### Fijos
- Best Female Artist (Mejor Artista Femenina)
- Best Male Artist (Mejor Artista Masculino)
- Best Group (Mejor Grupo Musical)
- Best Song/Song of the Year (Mejor Canción/Canción del año)
- Best Song to Dance (Mejor Canción para Bailar)
- Best New Artist (Artista Revelación del Año)
- Best Style/Best Stylish (Mejor Estilo)
- Fiercest Fans (Los fanes más feroces)
- Best Crush Song (Mejor Canción de Amor)
- Best Song from a Movie or TV Show (Canción Favorita de una Película o Show de Televisión)

### Recurrentes
- Best Music Video (Mejor Video Musical)
- Best Breakup Song (Mejor Canción de Ruptura)
- Best Acoustic Performance (Mejor Interpretación Acústica)
- Favorite Roadtrip Song (Mejor Canción Para un Viaje por Carretera)

### Premios especiales
| Año  | Premio mi CARA      | Ganador        | Detalles                                                      |
| ---- | ------------------- | -------------- | ------------------------------------------------------------- |
| 2013 | Youth Service Award | Mary Dawson    | Por sus proyectos en las obras de caridad comunitarias        |
| 2014 | Hero duty           | Shakira        | Por sus esfuerzos en las obras humanitarias de caridad        |
| 2014 | Chart Topper Award  | Ariana Grande  | Por su performance en las listas de éxitos.                   |
| 2014 | Show Stopper Award  | R5             | Por haberse agotado las entradas de los shows del Louder Tour |
| 2015 | Hero Award          | Jennifer Lopez | Por sus esfuerzos en las obras humanitarias de caridad        |

## Logros

### Más nominados
| Artista                  | Número de nominaciones |
| ------------------------ | ---------------------- |
| Hilary Duff              | 25                     |
| Lindsay Lohan            | 16                     |
| Vanessa Hudgens          | 15                     |
| The Cheetah Girls        | 13                     |
| Avril Lavigne            | 12                     |
| Miley Cyrus              | 11                     |
| R5                       | 10                     |
| JoJo                     | 10                     |
| One Direction            | 10                     |
| Austin Mahone            | 9                      |
| High School Musical cast | 8                      |
| Zac Efron                | 8                      |
| Ariana Grande            | 10                     |
| Fifth Harmony            | 7                      |
| 5 Seconds of Summer      | 4                      |

### Más premios
| Artista           | Número de premios |
| ----------------- | ----------------- |
| Hilary Duff       | 14                |
| Fifth Harmony     | 8                 |
| Miley Cyrus       | 7                 |
| Selena Gomez      | 7                 |
| Avril Lavigne     | 6                 |
| One Direction     | 6                 |
| The Cheetah Girls | 6                 |
| Taylor Swift      | 8                 |
| Ariana Grande     | 6                 |